# أنيمل كروسينغ (لعبة فيديو)
أنيمل كروسينغ (بالإنجليزية: Animal Crossing)‏ هي لعبة فيديو لمحاكاة الحياة لعام 2001 تم تطويرها ونشرها بواسطة نينتندو. إنها نسخة مترجمة من دوبتسو نو موري (أنيمل فورست)، وهي لعبة نينتندو 64 تم إصدارها في اليابان في 14 أبريل 2001. وقد تم تحسينها وإعادة إصدارها على غيم كيوب في اليابان في وقت لاحق من ذلك العام باسم دوبتسو نو موري +، التي تم ترجمتها في جميع أنحاء العالم باسم أنيمل كروسينغ. تم إصدار إصدار آخر، دوبتسو نو موري إي +، في اليابان في عام 2003، مضيفًا التحسينات التي تم إجراؤها على أنيمل كروسينغ بالإضافة إلى بعض الميزات الإضافية. تلقت إشادة من النقاد من المراجعين وتم بيعها بشكل جيد نسبيًا، حيث وصفتها العديد من المنشورات بأنها واحدة من أعظم ألعاب الفيديو على الإطلاق.
أنيمل كروسينغ هي لعبة ذات نهايات مفتوحة تنتقل فيها شخصية اللاعب البشري إلى قرية يسكنها حيوانات مجسمة. يمكن للاعب التفاعل مع الحيوانات، وكذلك مع لاعبين آخرين من خلال بطاقة ذاكرة غيم كيوب. تتم مزامنة اللعبة مع الساعة الداخلية والتقويم الداخلي لغيم كيوب، مما يسمح باللعب في الوقت الفعلي، والذي يتبع أيضًا المواسم والأعياد.

## أسلوب اللعب

لقطة شاشة للعالم الآخر تظهر شخصية اللاعب. تتميز اللعبة برسومات من إصدار نينتندو 64.

أنيمل كروسينغ هي لعبة محاكاة اجتماعية، أطلقت عليها نينتندو اسم «لعبة اتصالات». إنها ذات عالم مفتوح، ويمكن لشخصية اللاعب أن تعيش حياة منفصلة مع القليل جدًا من المؤامرة أو المهام الإلزامية. يتولى اللاعبون دور المقيم الجديد في المدينة. يعتمد جنس الشخصية ومظهرها على الإجابات المقدمة إلى قطة تدعى روفر، والتي يلتقي بها اللاعب في القطار الذي تنقله الشخصية إلى المدينة. هناك أيضًا مهام يمكن للاعبين إكمالها وأهداف يمكنهم تحقيقها. يتم لعب اللعبة في الوقت الفعلي، مع مراقبة الأيام والأسابيع والشهور والسنوات باستخدام الساعة الداخلية لغيم كيوب. تمتد العديد من الأحداث والعطلات الواقعية على مدار العام، بما في ذلك عيد الاستقلال والهالوين ومهرجان الحصاد (عيد الشكر) ويوم الألعاب (عيد الميلاد). تتم الأنشطة الأخرى، مثل بطولات الصيد وفصول اللياقة البدنية في الصباح الباكر، وفقًا لجدول زمني منتظم. عندما يتوقف اللاعبون عن اللعب، يمكنهم التحدث إلى جايرويد، وهو مخلوق بجوار منزلهم، لحفظ تقدمهم. إذا قام اللاعب بإيقاف تشغيل اللعبة أو إعادة تعيين غيم كيوب دون الحفظ أولاً، يظهر الخلد المسمى مستر ريستي أمام منزل اللاعب في المرة التالية التي يلعبون فيها لتوبيخهم لإعادة التعيين؛ ما حققوه خلال المباراة السابقة غير المحفوظة ضاع، لكن كل شيء آخر محفوظ.
أحد الأهداف الرئيسية للعبة، التي تُمنح للاعب أثناء مشاهد القطع الافتتاحية للعبة، هو زيادة حجم منزل شخصية اللاعب. هذا المنزل هو مستودع للأثاث والعناصر الأخرى التي تم الحصول عليها أثناء سير اللعبة. يمكن تخصيصه بعدة طرق، مثل لون السقف والأثاث والموسيقى وورق الحائط والأرضيات. يتم الحكم على هذه التخصيصات من قبل أكاديمية هابي روم (HRA).
يدير المتجر المحلي توم نوك، وهو تانوكي (كلب الراكون) في النسختين اليابانية وراكون في النسختين الأمريكية والأوروبية. في بداية اللعبة، يمنح اللاعب منزله الأول برهن قدره 19800 جرس (العملة داخل اللعبة). بعد سداد الدين، الذي يتم جزء منه من خلال وظيفة بدوام جزئي مع نووك، يتم توسيع المنزل، مما يؤدي إلى دفع دين آخر من نووك. يتم توسيع المنزل عدة مرات خلال اللعبة. يمكن للاعبين بيع أي شيء بشكل أساسي إلى نووك مقابل أجراس. نظرًا لأن اللاعب يشتري ويبيع العناصر في متجر نووك، فإنه سيتوسع تدريجيًا، ويقدم مجموعة أكبر من المنتجات للشراء. يمكن للاعبين أيضًا زيارة مواقع مثل متجر ملابس الإخوتين آيبل، حيث يمكنهم شراء أو تصميم ملابس جديدة؛ مركز الشرطة، حيث يمكنهم الحصول على عناصر إضافية من المفقودات؛ والمتحف، حيث يمكنهم التبرع بالحفريات واللوحات والأسماك والحشرات لعرضها.
تحتوي القرية في البداية على ستة قرويين، وينتقل المزيد من القرويين إلى الداخل أو الخارج اعتمادًا على تصرفات اللاعب. يعيش هناك خمسة عشر قرويًا كحد أقصى في المرة الواحدة. جميع القرويين حيوانات ولكل منهم منزل يمكن للاعب زيارته. هناك العديد من التفاعلات الممكنة بين اللاعب والقرويين، بما في ذلك التحدث، وتبادل العناصر، وإكمال المهام، وكتابة الرسائل، وفي إي+، شراء الأدوية عندما يمرضون. يتفاعل القرويون مع بعضهم البعض بشكل مستقل عن سيطرة اللاعب.

### اللعب الجماعي
يمكن لما يصل إلى أربعة لاعبين أن يتناوبوا على إنشاء منازلهم الخاصة في قرية واحدة. يمكن لكل منهم التأثير على القرية بطريقته الخاصة، والتواصل مع بعضهم البعض عبر مجلس المدينة والبريد، والمشاركة في تجارب القرية. يمكن للاعبين المتعددين أن يتناوبوا على شحن العناصر لبعضهم البعض عبر توم نووك، باستخدام نظام من الأكواد. تتوفر ألعاب إن إي إس متعددة اللاعبين.
يسمح نظام السفر لكل لاعب بزيارة قرى اللاعبين الآخرين. يتطلب هذا النظام بطاقة ذاكرة إضافية مع بيانات اللعبة، وثلاث كتل من الذاكرة لحفظ بيانات السفر. يمكن للاعبين مقابلة قرويين جدد، والتسوق في المتاجر، وإسقاط العناصر، وفعل أي شيء آخر تقريبًا يمكنهم القيام به في بلدتهم. يتمتع الزوار بامتيازات مخفضة ولا يتلقون نفس الخدمات التي يحصلون عليها في بلدتهم. على سبيل المثال، لن يسافر توم نووك من بلدة أخرى لطلاء سقف، مما يعني أنه لا يمكن للاعبين شراء الطلاء في مدينة أخرى. بعد زيارة بلدة أخرى، قد ينتقل أحد القرويين إلى المدينة التي تمت زيارتها. إذا كان لدى المدينة التي تمت زيارتها خمسة عشر قرويًا، فسيؤدي ذلك إلى دفع شخص من المدينة التي تمت زيارتها إلى الابتعاد. اعتمادًا على عدد بطاقات الذاكرة التي يمتلكها اللاعب أو أصدقاؤه، يمكن أن يكون هناك العديد من القرى الأخرى التي يمكن رؤيتها وعناصر مختلفة للعثور عليها. إذا تفاعل اللاعب مع قروي انتقل بعيدًا عن قريته إلى القرية التي تمت زيارتها، فسيتذكر القروي اللاعب.

### اتصال غيم بوي أدفانس
يمكن اتصال غيم بوي أدفانس باللعب في لعبة أنيمل كروسينغ، وذلك باستخدام كابل ربط غيم كيوب - غيم بوي أدفانس. تحتوي كل مدينة على جزيرة يمكن الوصول إليها عن طريق توصيل غيم بوي أدفانس باستخدام كابل الريط. تقوم شخصية تدعى كابن بنقل اللاعب إلى الجزيرة مجانًا. يتجول حيوان حصري في الجزيرة، ويمكن للاعب أن يصبح صديقًا له. الجزيرة لديها نوع خاص من الفاكهة: جوز الهند. يمكن للاعب أيضًا تزيين منزل صغير مشترك على الشاطئ وصيد الأسماك على الشواطئ. عند المغادرة، يمكن للاعب تنزيل الجزيرة إلى غيم بوي أدفانس وإعطاء الفاكهة للقروي الذي يسقط الأجراس؛ إذا عاد اللاعب إلى الجزيرة، يمكنه التقاط الأموال التي تم إسقاطها. يمكن للاعبين ترك أدوات سكان الجزيرة لاستخدامها، مثل المجرفة أو الشبكة. يمكن تداول الجزر التي تم تنزيلها بين العديد من غيم بوي أدفانس، باستخدام كابل الربط.
يمكن استخدام غيم بوي أدفانس عند التسوق في الإخوتين آيبل. يمكن تنزيل أداة تصميم الأنماط على غيم بوي أدفانس، ويمكن للاعب بعد ذلك تحميل التصميمات التي تم إنشاؤها على غيم بوي أدفانس إلى غيم كيوب. يمكن الوصول إلى هذه الميزة عن طريق توصيل غيم بوي أدفانس بكابل ربط غيم كيوب - غيم بوي أدفانس والتحدث إلى مابيل في متجر الإخوتين آيبل. اللعبة متوافقة أيضًا مع إي-ريدر؛ من خلال زيارة مكتب البريد أثناء الاتصال بالملحق عبر كابل رابط غيم بوي أدفانس، يمكن للاعبين مسح بطاقات تحمل موضوع أنيمل كروسينغ لتلقي عناصر جديدة أو نغمات المدينة أو تصميمات الأنماط.

### ألعاب نينتندو إنترتينمنت سيستم
يمكن للاعبين جمع العديد من ألعاب نينتندو إنترتينمنت سيستم في أنيمل كروسينغ، والتي يمكن لعبها عن طريق المحاكاة. يتم حزم إصدارات أمريكا الشمالية ببطاقة ذاكرة تمنح اللاعب تلقائيًا لعبتين عند إنشاء ملف لعبة. يتم الحصول على الآخرين بطرق مختلفة، مثل الهدايا من القرويين، المخبأة في الجزيرة، أو عبر هدايا خاصة من موقع نينتندو على الويب. تختلف ألعاب نينتندو إنترتينمنت سيستم المتاحة قليلاً بين كل إصدار.
ألعاب نينتندو إنترتينمنت سيستم التالية متاحة للعب:
| اللعبة                | دوبتسو نو موري | دوبتسو نو موري+ | أنيمل كروسينغ / دوبتسو نو موري إي+ |
| --------------------- | -------------- | --------------- | ---------------------------------- |
| بالوون فايت           | نعم            | نعم             | نعم                                |
| بيسبول                | لا             | نعم             | نعم                                |
| كلو كلو لاند          | نعم            | نعم             | نعم                                |
| كلو كلو لاند دي       | لا             | نعم             | نعم                                |
| دونكي كونغ            | نعم            | نعم             | نعم                                |
| دونكي كونغ جونيور     | لا             | نعم             | نعم                                |
| دونكي كونغ جونيور ماث | نعم            | نعم             | نعم                                |
| دونكي كونغ 3          | لا             | نعم             | نعم                                |
| الدراجة الثائرة       | لا             | لا              | نعم                                |
| غولف                  | نعم            | نعم             | نعم                                |
| جوموكو نارابي رينجو   | لا             | نعم             | لا                                 |
| ما جونغ               | لا             | نعم             | لا                                 |
| بينبول                | نعم            | نعم             | نعم                                |
| بنش-أوت!!!            | لا             | نعم             | نعم                                |
| سوكر                  | لا             | لا              | نعم                                |
| تنس                   | نعم            | نعم             | نعم                                |
| واريوز وودز           | لا             | نعم             | نعم                                |

لا يمكن الحصول على أربع ألعاب إن إي إس إضافية داخل اللعبة من خلال الوسائل العادية. في أمريكا الشمالية، تم إطلاق اثنتين من هذه الألعاب، وهما آيس كلايمبر وماريو برذرز، من خلال استخدام بطاقتي إي-ريدر، لم يتم توزيعهما في أوروبا أو اليابان. تلقى اللاعبون اليابانيون آيس كلايمبر كهدية إذا استخدموا خدمة خاصة تقدمها نينتندو لنقل بياناتهم المحفوظة من دوبتسو نو موري إلى دوبتسو نو موري +؛ تم إيقاف هذه الخدمة منذ ذلك الحين. تم توزيع سوبر ماريو برذرز في اليابان كجائزة فاميتسو للاعبي دوبتسو نو موري +. ذا ليجند أوف زيلدا موجود في كود اللعبة، ولكن لا يمكن الوصول إليه داخل اللعبة. يمكن الحصول على هذه الألعاب الإضافية الأربع باستخدام جهاز الغش في إصدارات غيم كيوب السابقة، ولكن تمت إزالتها في دوبتسو نو موري إي +.
تتيح ميزة أدفانس بلاي للاعبين ربط غيم بوي أدفانس بغيم كيوب ونقل لعبة إن إي إس مؤقتًا إلى الجهاز المحمول باليد. هذا غير متوافق مع الألعاب التي تم إنتاجها في الأصل لنظام قرص فاميكوم، مثل كلو كلو لاند دي وذا ليجند أوف زيلدا، أو أكبر من 192 كيلوبايت، مثل بنش-أوت!!! وواريو وودز، لأنهما لا يتناسبان مع ذاكرة الوصول العشوائي الخاصة بغيم بوي أدفانس. يمكن لعب جميع الألعاب الأخرى عبر أدفانس بلاي، لكن وظائف اللاعبين المتعددين غير مدعومة وتظهر رسوماتهم مضغوطة قليلاً على شاشة غيم بوي أدفانس بسبب الدقة الرأسية الأصغر.
تم تصميم عنصر أثاث إن إي إس إضافي للسماح للاعبين بمحاكاة عناوين إن إي إس الأخرى غير المضمنة في اللعبة من خلال قراءة NES ROMs المخزنة على بطاقة ذاكرة اللاعب. بينما يظل المحاكي متاحًا في اللعبة النهائية، لم يتم توزيع أي ذاكرة قراءة فقط إضافية، تاركًا الميزة غير مستخدمة في النهاية. في عام 2018، تمكن مطور برمجيات مستقل من إجراء هندسة عكسية لبرنامج المحاكاة وتحويل ROMs إلى تنسيق متوافق، مما يسمح باستيراد ألعاب إن إي إس الجديدة إلى محاكي أنيمل كروسينغ.

## التطوير والإصدار
تم تطوير اللعبة بواسطة نينتندو إي أيه دي مع فريق قليل الخبرة بقيادة كاتسويا إيجوتشي وهيساشي نوجامي ومُبدع سوبر ماريو تاكاشي تيزوكا، والذي أعاد معظمهم تجميع صفوفهم بعد إصدار يوشيز ستوري في عام 1997. منصة لتصميم اللعبة وتطويرها، بساعتها في الوقت الحقيقي والقرص المرن بسعة 64 ميجا بايت للتخزين الشامل القابل للكتابة. نظرًا للتأخير والإلغاء الممتد لـ 64 دي دي، تم نقل تطوير اللعبة إلى وسط خرطوشة - حزمة Game Pak الوحيدة التي تحتوي على ساعة في الوقت الفعلي - بالإضافة إلى وحدة تحكم باك لحفظ التقدم. عمل كازومي توتاكا كمخرج صوت اللعبة. قام كينتا ناجاتا بتأليف موسيقى خلفية للحقول، وتورو مينيجيشي للمناطق الداخلية وشينوبو تاناكا للأحداث. تم إصدار اللعبة في الأصل باسم دوبتسو نو موري (أنيمل فوريست) على نينتندو 64 في اليابان في أبريل 2001. إنها آخر لعبة تم إصدارها من نينتندو لجهاز نينتندو 64، والثانية إلى آخر لعبة تم إصدارها للنظام في اليابان.
تم نقل اللعبة إلى غيم كيوب باسم دوبتسو نو موري +، الذي تم إصداره في 14 ديسمبر 2001 في اليابان، بعد ثمانية أشهر من اللعبة الأصلية. يحتوي هذا الإصدار على ميزات إضافية تم استبعادها في الأصل من إصدار نينتندو 64، ويستخدم ساعة غيم كيوب المدمجة. أدى هذا إلى شعار اللعبة، «لعبة الحياة الواقعية التي تلعبها، حتى عندما لا تكون كذلك». بلغت تكلفة دوبتسو نو موري + 7140 ينًا مع بيع 92568 نسخة خلال الأسبوع الأول لها في اليابان.
عندما بدأت نينتندو في توطين دوبتسو نو موري + للإصدار في أمريكا الشمالية باسم أنيمل كروسينغ، خضعت اللعبة لمشروع ترجمة ضخم، مما أدى إلى نصوص أكثر بكثير من النسخة اليابانية. لم يقتصر الأمر على ترجمة آلاف السطور من النصوص، ولكن كان على المترجمين نيت بيهلدورف وريتش أمتاور إنشاء عطلات جديدة وعناصر يمكن التعرف عليها خارج اليابان. استغرقت عملية الترجمة ستة أشهر إجمالاً، والتي كانت في ذلك الوقت أكبر مشروع ترجمة لشركة نينتندو الأمريكية حتى الآن. كانت قيادة نينتندو اليابانية معجبة جدًا بالعمل الذي قام به قسم تريهاوس نينتندو أمريكا الذي أضاف المحتوى الأمريكي مرة أخرى إلى النسخة اليابانية وأصدروه باسم دوبتسو نو موري إي + مع المزيد من المحتوى الجديد. تم إصداره في اليابان في 27 يونيو 2003، مع بيع 91658 نسخة خلال الأسبوع الأول.

## التقييم
| استقبال |                        |
| --- | ---------------------- |
| الدرجات الإجمالية المجموع نقاط غيم رانكينغز 86% ميتاكريتيك 87/100 نتائج المراجعة نشرة نقاط فاميتسو 32/40 (N64) 37/40 (GC) غيم إنفورمر 9.5/10 غيم برو غيم سبوت 8.1/10 غيم سباي آي جي إن 9.1/10 |                        |
| الدرجات الإجمالية |                        |
| المجموع | نقاط                   |
| غيم رانكينغز | 86%                    |
| ميتاكريتيك | 87/100                 |
| نتائج المراجعة |                        |
| نشرة | نقاط                   |
| فاميتسو | 32/40 (N64) 37/40 (GC) |
| غيم إنفورمر | 9.5/10                 |
| غيم برو | 4.5/5 stars            |
| غيم سبوت | 8.1/10                 |
| غيم سباي | 4/5 stars              |
| آي جي إن | 9.1/10                 |

عند إطلاق اللعبة، كانت خاضعةً لاشادة من النقاد. تم تصنيفها كسابع أفضل لعبة على الإطلاق على غيم كيوب من قبل البرنامج التلفزيوني إكس-بلاي على شبكة G4. حصلت اللعبة على تصنيف 9.1 «ممتاز» من آي جي إن.
أشاد بعض النقاد باستخدام اللعبة لساعة غيم كيوب الداخلية والتقويم وإدراجها لألعاب نينتندو إنترتينمنت سيستم المخفية. ومع ذلك، انتقد آخرون، مثل بير شنايدر من آي جي إن، الصوت والمرئيات، لكونها دون المستوى القياسي للعبة غيم كيوب. وفقًا لموقع مجمع المراجعة ميتاكريتيك، حصلت اللعبة على 87 درجة من أصل 100، مما يشير إلى «التقييمات الإيجابية بشكل عام» بناءً على 42 منتقدًا. وفقًا لغيم رانكينغز، حصلت اللعبة على درجة 86٪ بناءً على 72 تقييمًا. حققت اللعبة نجاحًا تجاريًا، حيث بيعت أكثر من مليوني نسخة في جميع أنحاء العالم. بحلول يوليو 2006، تم بيع 1.3 مليون نسخة، بلغ مجموعها 43 مليون دولار في الولايات المتحدة. صنفتها نيكست جينرايشن على أنها اللعبة رقم 37 الأكثر مبيعًا التي تم إطلاقها على بلاي ستيشن 2 أو إكس بوكس أو غيم كيوب بين يناير 2000 ويوليو 2006 في ذلك البلد. إنها واحدة من أكثر ألعاب غيم كيوب مبيعًا. صنفتها سكرو أتاك على أنها خامس أفضل لعبة غيم كيوب في قائمة «وداعًا لغيم كيوب، عشر ألعاب غيم كيوب»، قائلة، «إنها لعبة تلعب حتى عندما لا تكون كذلك ويمكن أن تستمر حتى 30 عامًا!» ألهمت شعبية السلسلة إنشاء فيلم رسوم متحركة مبني على تكملة اللعبة أنيمل كروسينغ: وايلد ورلد، بعنوان دوبتسو نو موري، والتي تم إصدارها حصريًا في اليابان.

### الجوائز
منحتها أكاديمية الفنون والعلوم التفاعلية جائزة الابتكار في ألعاب الكونسول، والإنجاز المتميز في تصميم الألعاب، ولعبة تقمص الأدوار في النظام للعام ، ورشحتها لجائزة أفضل لعبة نظام للعام، ولعبة تقمص أدوار النظام للعام، ولعبة العام، والابتكار في ألعاب النظام، والإنجاز المتميز في تصميم الألعاب، والإنجاز المتميز في هندسة اللعب. أطلق عليها غيم سبوت لقب أفضل لعبة غيم كيوب في سبتمبر 2002، ومنحت اللعبة جائزة «أفضل لعبة تقمص أدوار على غيم كيوب» السنوية. كانت الوصيفة لجائزة غيم سبوت لعام 2002 «لعبة السنة على غيم كيوب»، لكنها خسرت أمام مترويد برايم. احتلت اللعبة المرتبة 126 في «أعظم 200 لعبة فيديو في وقتهم» الصادرة عن إلكترونك غيمينغ مونثلي في عام 2006.